# Végrosztoka
Végrosztoka (szlovákul: Roztoky, ukránul Roztoki) község Szlovákiában, az Eperjesi kerület Felsővízközi járásában.

## Fekvése
Felsővízköztől 15 km-re északnyugatra, a lengyel határ mellett fekszik.

## Nevének eredete
Neve a szláv roztoka (= szétfolyás) szóból származik.

## Története
1435-ben „Roztoka” néven említik először, Makovica várának uradalmához tartozott. Ez az első település valószínűleg a 16. században elpusztult. A mai települést 1573 és 1598 között alapították és ruszinokkal telepítették be. A 17. század elején már közepes nagyságú falu ortodox templommal, parókiával, a soltész házával és 11 jobbágytelekkel. Több nemes család birtoka volt. A 18. században lakói gabonatermesztéssel, állattartással foglalkoztak. 1787-ben 54 háza és 335 lakosa volt.
A 18. század végén Vályi András így ír róla: „ROSZTOKA. Orosz falu Sáros Várm. földes Ura Gr. Áspermont Uraság, lakosai katolikusok, és többen ó hitüek, fekszik Zboróhoz 1 1/2 mértföldnyire; határjában legelője, és fája tűzre van, de termő földgye sovány.”
1828-ban már 70 háza volt 522 lakossal.
Fényes Elek 1851-ben kiadott geográfiai szótárában így ír a faluról: „Rosztóka, orosz falu, Sáros vmegyében, a makoviczi uradalomban, Duplin fil., 9 romai, 543 görög kath., 8 zsidó lak. Ut. p. F. Orlich.”
A 20. század elején sok lakosa emigrált. A trianoni diktátum előtt Sáros vármegye Felsővízközi járásához tartozott.
1944-ben a front elől a németek evakuálták a községet. A falu 70 százaléka megsemmisült, 37 ház teljesen leégett, 57 pedig súlyos károkat szenvedett. 1945. január 19-én foglalták el az oroszok, a háború után lakói közül 214 személy vándorolt ki Ukrajnába. Lakói főként Kassa üzemeiben dolgoznak.

## Népessége
| Év:            | 1994. | 2004.    | 2014.    | 2024.    |
| -------------- | ----- | -------- | -------- | -------- |
| Emberek száma: | 228   | 276      | 386      | 454      |
| Eltérés:       |       | +21,05 % | +39,85 % | +17,61 % |

| Év:            | 2023. | 2024.   |
| -------------- | ----- | ------- |
| Emberek száma: | 446   | 454     |
| Eltérés:       |       | +1,79 % |

1910-ben 414, túlnyomórészt ruszin lakosa volt.
2001-ben 294 lakosából 206 szlovák és 69 ruszin volt.
2011-ben 345 lakosából 168 cigány, 88 szlovák és 65 ruszin.

## Nevezetességei
Görögkatolikus temploma 1848-ban épült késő barokk stílusban.